# Рене Дедьє
Рене Дедьє (фр. René Dedieu, 27 серпня 1898, Сет — 21 листопада 1985, Алес) — французький футболіст, що грав на позиції півзахисника, зокрема за «Монпельє» та національну збірну Франції.
По завершенні ігрової кар'єри — тренер.

## Клубна кар'єра
У дорослому футболі дебютував 1918 року виступами за команду «Сет» з рідного однойменного міста. Протягом першої половини 1920-х також грав за «Нім-Олімпік».
1926 року став гравцем клубу «Монпельє». Відіграв за команду з Монпельє наступні сім сезонів своєї ігрової кар'єри. 1929 року виборов у її складі титул володаря Кубка Франції.
Завершував ігрову кар'єру у рідному «Сеті», за команду якого виступав протягом сезону 1933/34, за результатами якого додав до переліку своїх трофеїв титул чемпіона Франції. 

## Виступи за збірну
1924 року дебютував в офіційних матчах у складі національної збірної Франції.
Загалом протягом чотирирічної кар'єри в національній команді провів у її формі 6 матчів.

## Кар'єра тренера
Перший досвід тренерської роботи отримав ще граючи на полі, як граючий тренер «Монпельє» у 1927–1933 роках. Згодом поєднував виступи на полі з керівництвом командою в «Сеті».
Завершивши ігрову кар'єру у 1935, зосередився на тренерській роботі, Протягом наступних 25 років тренував команди «Монпельє», «Ексельсіора» (Рубе), «Олімпік» (Алес), «Нансі», «Агда» і «Гренобля».
Останнім місцем тренерської роботи спеціаліста був «Гренобль», головним тренером команди якого мене Дедьє був з 1959 по 1960 рік.
Помер 21 листопада 1985 року на 88-му році життя вАлесі.
| Дата       | Місто    | Господарі | Результат | Гості      | Турнір           | Голи | Примітки |
| ---------- | -------- | --------- | --------- | ---------- | ---------------- | ---- | -------- |
| 11-11-1924 | Брюссель | Бельгія   | 3 – 0     | Франція    | товариський матч | -    |          |
| 18-4-1926  | Тулуза   | Франція   | 4 – 2     | Португалія | товариський матч | -    |          |
| 30-5-1926  | Відень   | Австрія   | 4 – 1     | Франція    | товариський матч | -    |          |
| 13-6-1926  | Коломб   | Франція   | 3 – 0     | Югославія  | товариський матч | -    |          |
| 20-6-1926  | Брюссель | Бельгія   | 2 – 2     | Франція    | товариський матч | -    |          |
| 12-6-1927  | Будапешт | Угорщина  | 13 – 1    | Франція    | товариський матч | -    |          |
| Усього     |          | Матчів    | 6         |            | Голів            | 0    |          |

## Титули і досягнення
- Чемпіон Франції (1):

«Сет»: 1933-1934
- Володар Кубка Франції (1):

«Монпельє»: 1928-1929